# Jörg Reichl

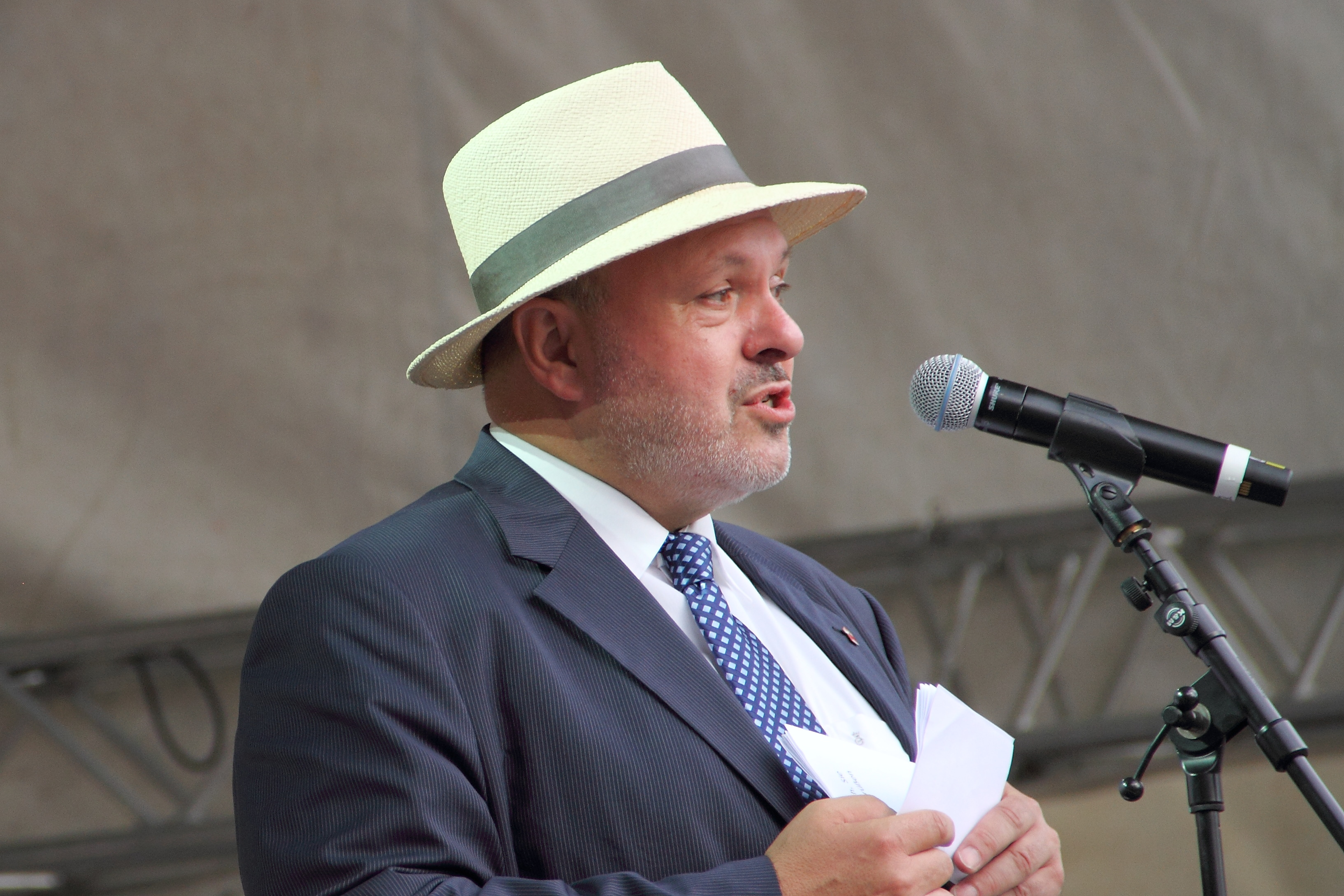
Jörg Reichl eröffnet das Rudolstadt-Festival 2017

Jörg Reichl (* 1963 in Greifswald) ist ein deutscher Politiker (Bürger für Rudolstadt) und seit 2006 Bürgermeister von Rudolstadt.

## Leben
Reichl besuchte von 1969 bis 1979 für zehn Jahre die Polytechnische Oberschule in Pressel. Von 1979 bis 1982 machte er eine Berufsausbildung mit Abitur zum Facharbeiter für Glastechnik in Torgau. Von 1982 bis 1990 leistete er zum einen seinen Grundwehrdienst und absolvierte gleichzeitig ein Studium, das er als Diplom-Ökonom abschloss. 1990 wurde Reichl, der Offizier in der Nationalen Volksarmee war, als Offizier in die Bundeswehr übernommen.
Reichl lebt seit 1987 in Rudolstadt. Von 1991 bis 1997 arbeitete er dort als selbständiger Einzelhändler. Danach war er von 1997 bis 1999 Projektleiter bei der Handwerkskammer Ostthüringen zu Gera und wurde von 1999 bis 2006 im Bereich Marketing bei der Volksbank Saaletal eG tätig.
Politisch betätigte er sich seit 2004, als er Mitglied des Stadtrates von Rudolstadt wurde. Seit 2006 bekleidet er das Amt des Bürgermeisters der Stadt. 2012 und 2018 wurde er im Amt bestätigt.
Reichl ist verheiratet und hat drei Kinder. Er ist Gründungsmitglied des Stadtring Rudolstadt e.V.